# Bazzania nitida
Bazzania nitida là một loài rêu tản trong họ Lepidoziaceae. Loài này được (F. Weber) Grolle miêu tả khoa học lần đầu tiên năm 1960.